# Coastal Pacific
Coastal Pacific — скорый фирменный поезд компании Tranz Scenic, курсирующий между Пиктоном и Крайстчерчем на Южном острове Новой Зеландии. С мая 2000 года до временной отмены в феврале 2011 поезд назывался TranzCoastal. Coastal Pacific был первым поездом, в составе которого использовались новые вагоны АК.

## История
До окончания строительства Главной северной линии на открытых для движения участках курсировали грузо-пассажирские поезда и экспресс Culverden Express. 15 декабря 1945 года строительство линии было завершено. На ежедневной основе был запущен экспресс Picton Express между Пиктоном и Крайстчерчем. В январе 1946 года Picton Express стал курсировать трижды в неделю и его популярность и рентабельность стали снижаться. В феврале 1956 года Picton Express был заменён 88-местными автомотрисами RM, курсирующими чаще экспресса. Когда в конце 1970-х годов эти автомотрисы были выведены из обращения, на маршруте вновь появились пассажирские поезда. 25 сентября 1988 был запущен поезд Coastal Pacific. В мае 2000 года компания Toll NZ провела ребрендинг и поезд стал называться TranzCoastal.
В апреле 2006 года Toll NZ объявила о своём намерении продать TranzCoastal и TranzAlpine. Однако при национализации в 2008 году железнодорожных активов Toll NZ, эти планы не были реализованы. В то же время компания KiwiRail объявила о своём намерении приобрести эти активы и обновить три оставшиеся сервиса междугородных пассажирских перевозок.
После случившегося 22 февраля 2011 года землетрясения в Крайстчерче магнитудой 6,3, KiwiRail временно приостановил эксплуатацию TranzCoastal, объявив, что поезд вернётся на маршрут 15 августа 2011 года со своим первоначальным названием, Coastal Pacific. Вместо поезда до 10 апреля 2011 года между Пиктоном и Крайстчерчем курсировали автобусы.

## Маршрут и остановки
Поезд ежедневно курсирует между Крайстчерчем и Пиктоном по Главной северной линии. Остановки в пути следования: Рангиора, Уаипара, Мина, Каикоура, Седдон, Бленем. Поезд Coastal Pacific был запущен 25 сентября 1988 и преодолевал маршрут за 5 часов 20 минут. В настоящее поезд преодолевает маршрут в северном направлении за 5 часов 13 минут, а в южном направлении — за 5 часов 21 минуту.

## Подвижной состав
С 1982 по 1988 годы в составе Picton Express, а также экспрессов Greymouth и West Coast Express использовался общий парк из 12 вагонов второго класса NZR и 6 деревянных турных вагонов, использовавшихся в том числе в качестве почтовых. Все эти вагоны были окрашены в ярко-красный цвет, в них были постелены ковры и установлены лампы дневного света. Позже в этих вагонах появились сиденья нового дизайна от Addington Workshops. Вагоны с багажным отделением вмещали 46 пассажиров, в то время как пассажирские вагоны имели вместимость 52 посадочных места. В период с 1984 по 1985 годы, в то время как в красных вагонах экспрессов Picton/Greymouth стали появляться новые сиденья, в составе поезда использовались три пассажирских вагона Southerner и модульный багажный вагон.

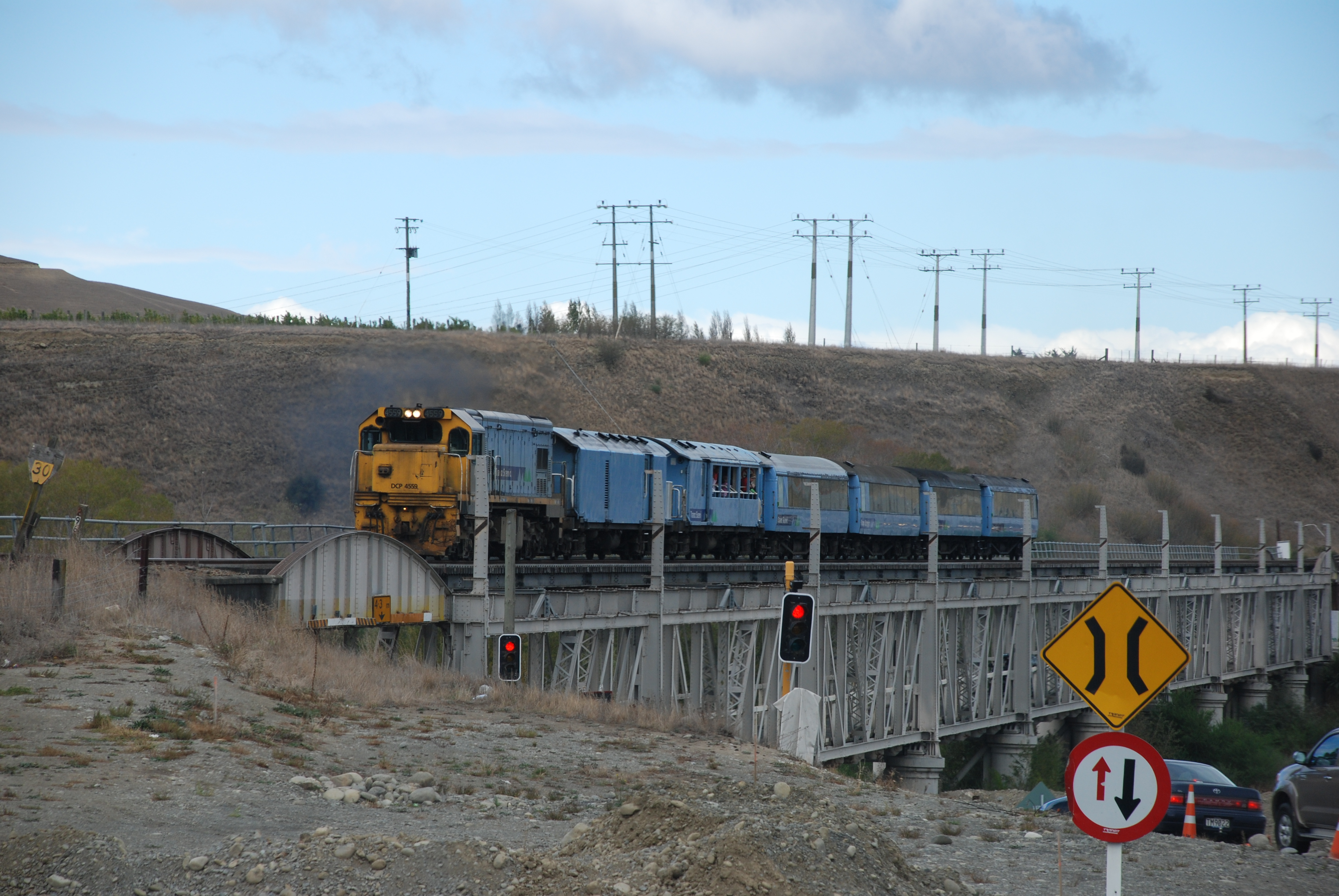
TranzCoastal преодолевает двухэтажный мост неподалёку от Седдон (город) в апреле 2007 года

### Ремонт и обслуживание
В 1987 году, в связи с необходимостью переоснащения устаревших жёлтых поездов Northerner, вагоны были перераспределены и переоборудованы.
При этом три оставшихся оригинальных вагона поезда Southerner стали панорамными, и получили такой же дизайн, что и три вагона TranzAlpine и обзорный вагон Connoisseur. Для двух из этих вагонов, вместимостью в 51 посадочное место, компанией Addington Workshops был разработан дизайн. Купе были оформлены в виде ниш, в каждом купе был стол. Третий вагон стал обзорным 31-местным вагоном, фактической копией такого же вагона поезда TranzAlpine, с некоторыми отличиями в области буфета. Багажный вагон FM/AG, построенный компанией Mitsubishi, был оснащён 11 киловаттным бензиновым генератором.
Новый поезд для туристов стал любимым, однако не получил такой популярности, как TranzAlpine. В 1993 году был представлен вагон экономкласса «для пеших туристов» (бывший красный вагон экспресса Пиктон — Греймут с багажным отсеком в одном из концов вагона). Это предложение оказалось популярным. Кроме того, в состав поезда могли быть добавлены до пяти багажных вагонов для транспортировки приоритетных грузов на Северный остров или на дальний Юг.
В начале 1990-х годов панорамные вагоны были оборудованы вытяжной вентиляцией, как в вагонах Bay Express и заднем обзорном вагоне TranzAlpine.

### Сервис класса люкс
19 января 1987 года частная туристическая компания арендовала 29-местный (позже 45-местный) вагон первого класса, реконструированный в 1970 году для поезда Southerner. Этот вагон поначалу входил в состав поезда, следовавшего до Пиктона. Затем поезд стал ходить до Греймута, а позже до Инверкаргилла. Вагон был представлен как вагон-люкс: с тем же уровнем комфорта, как в других вагонах поезда Southerner, но с более высоким классом обслуживания пассажиров. Первоначально названный как Connoisseurs' Express, позже он был полностью обновлён для обеспечения предоставления высококачественного сервиса и переименован в вагон The Connoisseur.

### Ребрендинг и переоснащение

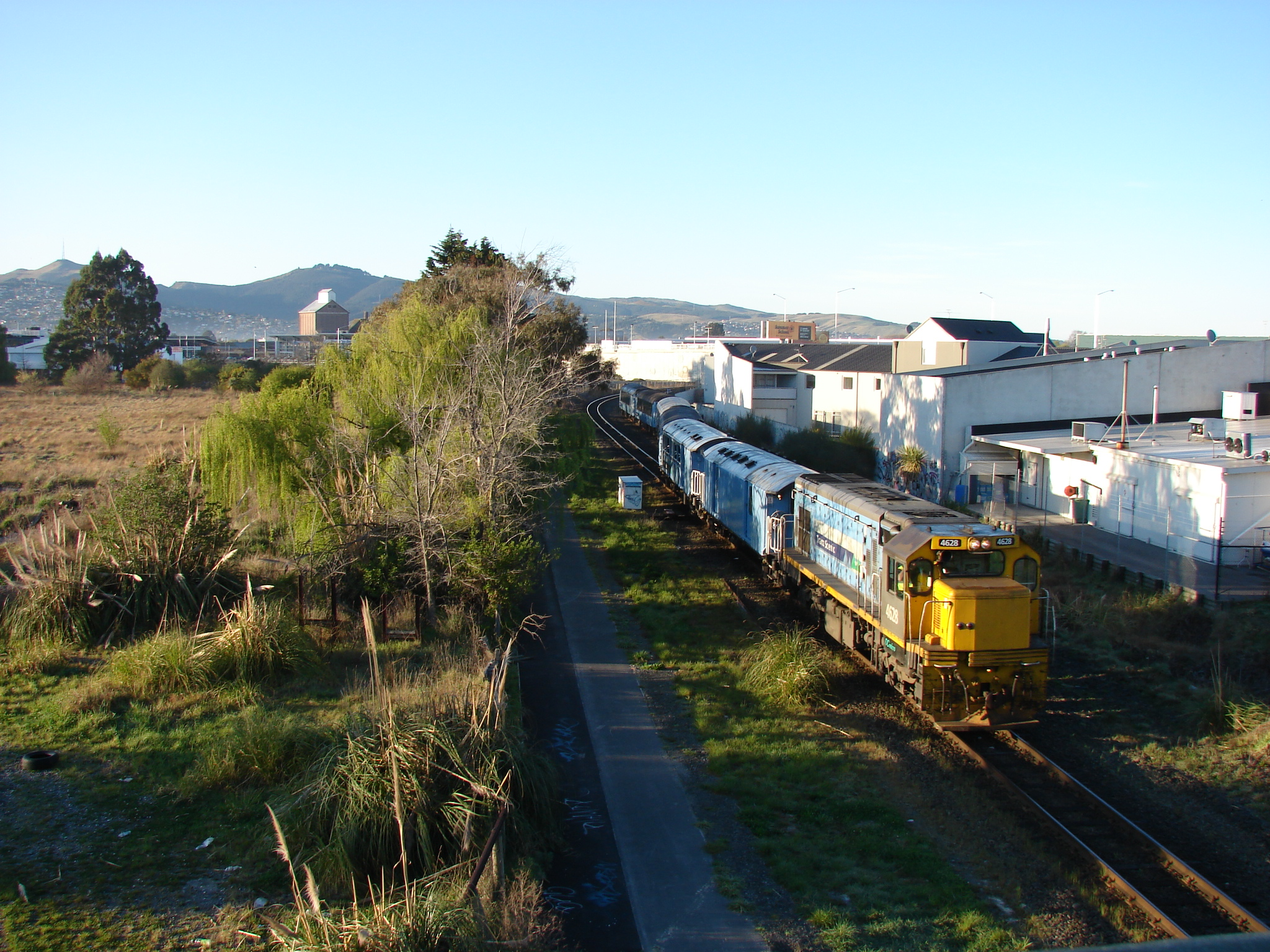
TranzCoastal, следующий из Крайстчерча в Пиктон

В 1996 году оригинальный обзорный вагон TranzAlpine прошёл капитальный ремонт, в нём была установлена система кондиционирования воздуха. Вместе с двумя бывшими вагонами поезда Lynx Express и вагоном с багажным отделением он вошёл в постоянный состав поезда. Использовавшийся вагон экономкласса был позже заменён бывшим вагоном поезда Southerner (а позже Northerner), во избежание реконструкции его в панорамный вагон или утилизации. Он был оснащён 47 сиденьями Addington того же типа, что были в нём в конце 1980-х годов. Группами по 4, все сиденья обращены в сторону столов, стоящих по каждую сторону от центрального прохода. Этот вагон стал новым вагоном экономкласса. Бывший вагон Connoisseur за год до этого также прошел капитальный ремонт с установкой кондиционера и вошёл в постоянный состав поезда. Багажный вагон Lynx Express, а затем один из первых багажных вагонов NIMT также вошли в состав поезда. Позже во втором вагоне экономкласса был установлен кондиционер, а затем, в конце 2003 года, он был переведён на север для использования в составе поезда Overlander и/или Wairarapa Connection. В состав поезда Coastal Pacific этот вагон больше не возвращался.
Модульный багажный вагон в 1992 году был модифицирован так, что в центральной его части и в одном из его концов получилось открытое обзорное пространство, а оставшийся модуль служит для перевозки багажа.

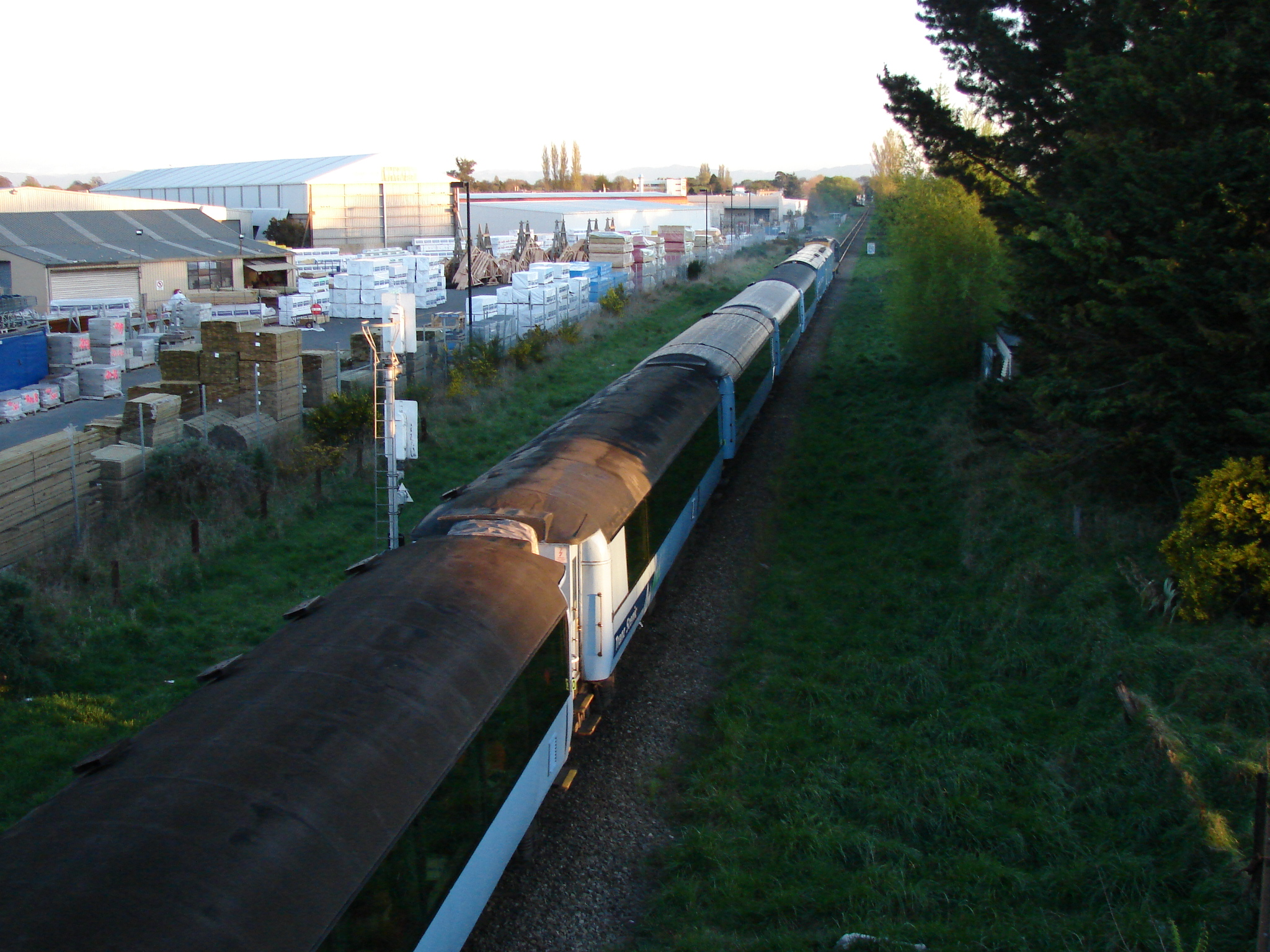
Поезд следует на север через Крайстчерч

## Новый подвижной состав
Подразделением Hillside Railway Workshops компании KiwiRail были построены новые вагоны AK для поездов Coastal Pacific и TranzAlpine. В конце 2011 года они вошли в состав поезда Coastal Pacific, а в 2012 году — TranzAlpine.

## Авария
12 декабря 1989 года Coastal Pacific протаранил грузовик, находившийся на железнодорожных путях вследствие дорожно-транспортного происшествия.